# Schwarzer Bär (Göttingen)

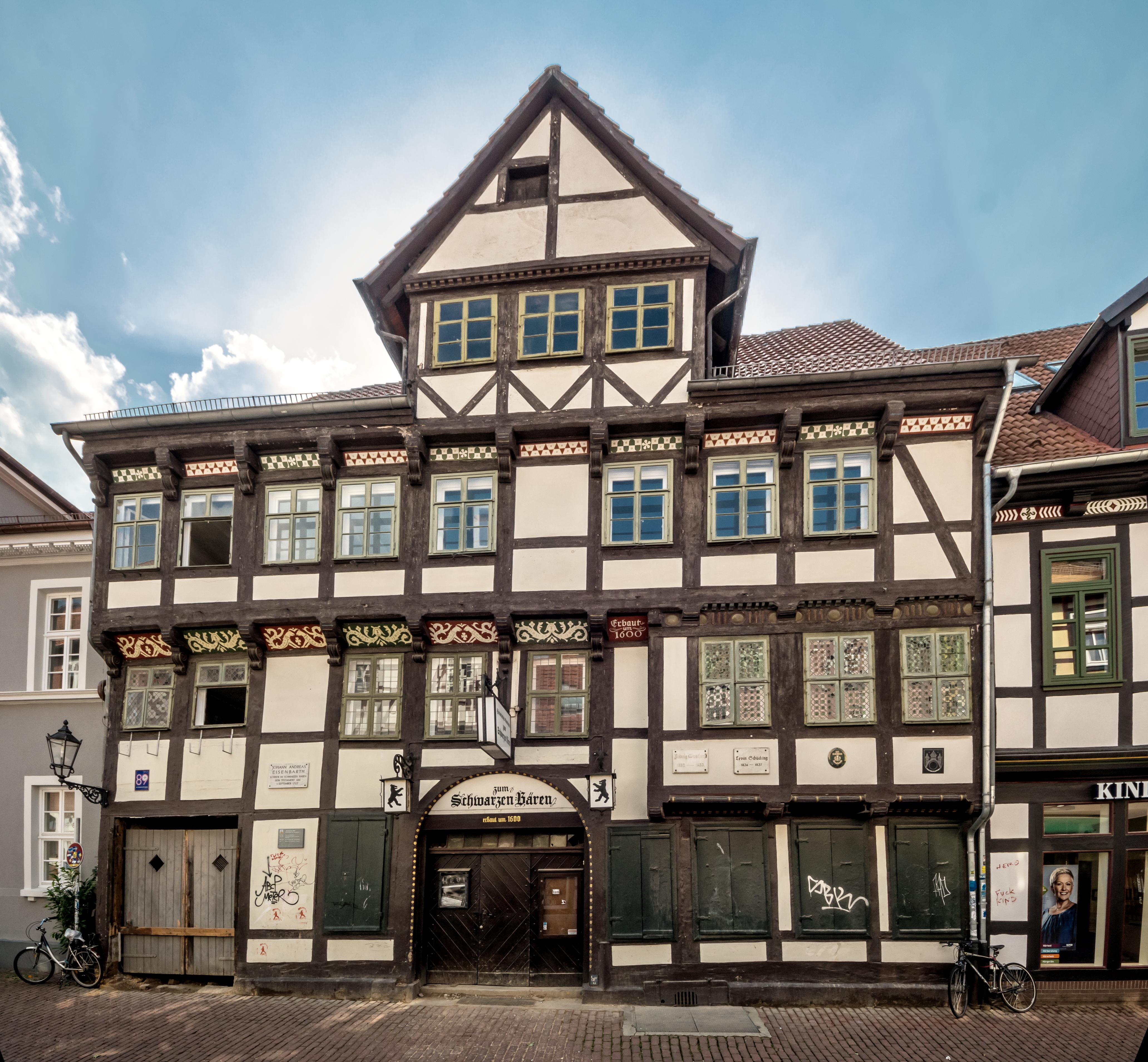
Der Schwarze Bär, Straßenfassade (2014)

Der Schwarze Bär in Göttingen ist ein Fachwerkhaus aus der Renaissance-Zeit. Der Hausname wurde 1592 erstmals erwähnt; die Traditionsgaststätte Zum Schwarzen Bären besteht seit 1637. Die Adresse in der Altstadt ist Kurze Straße 12.

## Geschichte
Der Begriff Schwarzer Bär ist als Haus- und Gasthausname in deutschsprachigen Ländern verbreitet. Weitere bekannte Häuser gleichen Namens standen bzw. stehen unter anderem in Hannover, Worms, Jena, Dresden, Querfurt, Weimar, Linz und Emmersdorf. Der Fachwerkbau des Göttinger Schwarzen Bären wurde nach baustilistischer Einschätzung im ausgehenden 16. Jahrhundert errichtet und diente zunächst wohl als Bürger- oder Kaufmannshaus. Die beiden Bauinschriften an der Straßenfassade („Erbaut um 1600“) sind nachträglich erst im 20. Jahrhundert aufgemalt. Die erste nachrichtliche Erwähnung ist aus dem Jahr 1592 überliefert, als das Gebäude wohl gerade erst erbaut worden war: Vom 30. März bis 2. April 1592 fanden dort Verhandlungen über die Rückgabe der in der Nähe von Göttingen gelegenen Burg Niedeck statt, und zwar zwischen den bisherigen Pfandbesitzern der Burg, den Herren von Kerstlingerode, und dem Landesherren Herzog Heinrich Julius von Braunschweig, vertreten durch den Kammerrat Joachim Götz von Olenhusen und den Oberamtmann Heinrich Wissel aus Göttingen.

## Fachwerkfassade
Das Vorderhaus des Schwarzen Bären steht in geschlossener Reihe traufständig an der Westseite der Kurzen Straße und erscheint mit 10 Fachwerkachsen besonders breitgelagert und repräsentativ. Die zur Straße ausgerichtete Schmuck-Fachwerkfassade steht gefügekundlich in der Tradition gotischer Fachwerk-Dielenhäuser des 15. Jahrhunderts, die sich durch ein hoch aufgeständertes Erdgeschoss (für eine große Halle im Innern) mit einem aufgesetzten Speichergeschoss auszeichnen, wobei das Obergeschoss in Stockwerksbauweise vorkragt. Dass die Fassade bei dieser ursprünglich zweigeschossigen Bauweise dennoch dreigeschossig wirkt, hängt mit den später vorgenommenen Wohnnutzungen des Vorderhauses zusammen, wozu oftmals ein Zwischengeschoss eingezogen wurde, das man eigens auch befensterte. Trotz dieser älteren Bautradition ist die Fachwerkfassade des Schwarzen Bären jedoch erkennbar nicht mehr gotisch oder spätmittelalterlich, sondern jünger und von Renaissance-Formen geprägt. Das zeigen die Schmuck- und Detailformen des Fachwerks, namentlich in der Deckenbalkenzonen die zeittypischen Schmuck-Knaggen unter den Balkenköpfen. Vergleichbare als Voluten-Konsolen ausgebildete Schmuck-Knaggen gibt es in Göttingen heute noch an den Gebäuden Hardenberger Hof Ritterplan 7 (1592), Groner Straße 35 (um 1595) und Rote Straße 14 (1606).
An der Fachwerkfassade des Schwarzen Bären fällt außerdem der rechts aus dem Zwischengeschoss vortretende Erker auf, der offenbar einer besonderen Raumnutzung diente. Die dort anders profilierten Balkenköpfe und Füllhölzer sprechen für einen nachträglichen Einbau des Erkers Mitte des 17. Jahrhunderts. Fraglich ist, ob auch das mächtige, aber asymmetrisch aufgesetzte Zwerchhaus aus der ursprünglichen Erbauungszeit des späten 16. Jahrhunderts stammt. Nähere bauhistorische Untersuchungen stehen aus.

## Traditionsgastwirtschaft
Seit 1637 wird der Schwarze Bär gastronomisch genutzt und heißt Zum Schwarzen Bären. Im Jahr 1734 gehörte das Haus Heinrich Andreas Koch, der dort eine Garküche betrieb. Diese wurde besonders von Studenten der 1734 in Göttingen neu gegründeten Universität genutzt. Nachdem es im Schwarzen Bären bereits Fremdenzimmer gegeben hatte, wurden nun lukrative Studentenwohnungen eingerichtet. Ab 1755 gehörte das Haus Heinrich Arnold Koch, ab 1775 ist als Eigentümer der Metzger Johann Heinrich Bleßmann eingetragen, 1782 der Kaufmann Heinrich Christian Werber, 1798 der Maurer Johann Heinrich Meier, 1800 der Bäcker Johann Andreas Koch, 1803 der Kutscher Justus Albrecht und ab 1810 der Bäcker Johann Justus Barthold Schepeler. Schepeler betrieb eine Logier- und Speisewirtschaft, starb jedoch bereits 1818. Seine Frau heiratete in zweiter Ehe den Goldschmied Lorenz Kollmann, der die Schankwirtschaft weiterbetrieb.
In den 1830er Jahren gab es in dem Haus bis zu sieben Studentenquartiere. Im Jahre 1837 wird der Schwarze Bär bezüglich der Hundert-Jahr-Feier der Universität als empfehlenswertes Gasthaus angepriesen. Doch erst 1848 sollte die große Zeit des Schwarzen Bären beginnen, nachdem durch die Verfügung der hannoverschen Regierung vom 27. April 1848 der Ausschank fremder Biere in allen Gaststätten Göttingens freigegeben worden war. Bis dahin durfte nur Göttinger Bier ausgeschenkt werden, das allerdings nicht besonders beliebt war. Mit dem nun beginnenden Ausschank echten bayrischen Bieres sicherte sich der Schwarze Bär den starken Besuch besonders anspruchsvoller Gäste, unter anderem auch Honoratioren der Stadt und der Universität. Und so wurde das Gasthaus in den 1850er Jahren besonders für sein gutes und echt bayrisches Bier bekannt und gerne von Studenten besucht.
Ab dem 5. November 1857 tagte im Schwarzen Bären der Bären-Klub, der sich aus jüngeren Göttinger Gelehrten zusammensetzte und bis 1872 bestand. Seine Gründer waren Heinrich von Stein, Ernst von Meier, Hans von Mangoldt, Leo Meyer, August Kluckhohn. Es wurden wöchentlich Vorträge gehört und gehalten. Zu den Mitgliedern gehörten über 133 Personen, darunter Wilhelm Klinkerfues, Carl Ludwig von Bar, Hermann Schultz, Theodor Mithoff, Rudolph Sohm, Adolf Wach und Felix Klein. Am 20. Dezember 1857 wurde die „Bärengemeinde“ als Göttinger Bürger-Stammtisch gegründet, der bis Ende des 20. Jahrhunderts bestand.
Ab 1854 bis 1928 beherbergte der Schwarze Bär zahlreiche Göttinger Studentenverbindungen. So tagten um 1854 die Bärenfriesen, ein Teil des heutigen Corps Frisia, bis 1860 im Bären, der das traditionelle Stammlokal für die Friesen bis ins Jahr 1915 sein sollte und noch einmal von 1910 bis 1919 als Kneipe genutzt wurde. Auch der 1859 gegründeten Verbindung Lunaburgia diente der Schwarze Bär 50 Jahre lang als Stammlokal; er wurde in das Wappen der Korporation aufgenommen. Die Lüneburger bezogen ihre Kneipe im ersten Stock des Schwarzen Bären, bis zum Umzug in das eigene Haus im Jahr 1909. Am 10. November 1860 wurde im Schwarzen Bären die Burschenschaft Holzminda gegründet. Bis zum Umzug in ihr eigenes Haus im Jahr 1910 hatte die Holzminda im Schwarzen Bären ein eigenes Kneip-Zimmer angemietet, in dem Kneipbilder aller Mitglieder aufgehängt wurden und regelmäßige Kneipen, Convente und Spielabende stattfanden. Im Jahre 1900 wurde von der Holzminda ein weiteres Zimmer hinzu gemietet. Auch in das Wappen dieser Studentenverbindung wurde der Schwarze Bär übernommen. Etliche Jahre unterhielt auch die Turnerschaft Mündenia ihre Kneipe im Schwarzen Bären, bis sie 1928 ihr eigenes Haus bezog. In den 1870er Jahren entstand im Schwarzen Bären ein weiterer Zusammenschluss von Studenten, die Bärenblase.
1934 ging das Haus in das Eigentum der städtischen Göttinger Brauhaus die zur Einbecker Brauerei gehört; seit 2010 wurde ein Verkauf erwogen.

## Verkauf 2011 und ungewisse Zukunft
Am 15. Juli 2011 schloss die Traditionsgaststätte. Im September 2011 erwarb der Göttinger Kaufmann Helmut Turck das Haus und gab bekannt, dass er es „mit Millionenaufwand“ sanieren und schon 2012 als Gasthaus wiedereröffnen wolle. Als Turck bald darauf starb, übernahm der Göttinger Investor Henning Hauschild die Immobilie. Bei den Entkernungsarbeiten im Innern wurde die ursprüngliche zweigeschossige Erdgeschosshalle wiederentdeckt und freigelegt. Auch entdeckte man bei Bauuntersuchungen einen Gewölbekeller aus dem 14. Jahrhundert, der zu einem Vorgängerbau gehörte. Hauschild kündigte in der Presse an: „Die alte Hausstruktur mit der [...] Halle und den Torbögen will ich rekonstruieren“. Die noch ungenehmigten Bauarbeiten gestalteten sich jedoch schwierig, zudem gab es Beschwerden wegen Baustellenlärms in den Abendstunden und wegen Gefährdungen für Kinder im Baustellenbereich. Weitere Probleme ergaben sich mit Planungen für die bestehenden Hofgebäude auf dem rückwärtigen Grundstück, auf dem sich ein ebenfalls denkmalgeschützter „Alter Rittersaal“ befindet, den der Investor als „Hinterhof-Geraffel abzureißen“ beabsichtigte. Als auch 2017 immer noch kein vollständiger Bauantrag mit statischem Nachweis bei der städtischen Baubehörde eingegangen war und die Baustelle von der Stadtverwaltung stillgelegt werden musste, drohte der Bauherr öffentlich in einem Zeitungsinterview mit dem Abriss des Baudenkmals. Bauherr und Stadtverwaltung konnten sich seither nicht auf eine genehmigungsfähige Planung einigen, was mehrfach Gegenstand von kritischer Berichterstattung in der Presse war. Inzwischen verwahrloste das Baudenkmal zunehmend; die Fassaden sind teilweise offen. Aktuell – Stand August 2025 – ruht die Baustelle immer noch.
Im 2025 erschienenen Schwarzbuch der Deutschen Stiftung Denkmalschutz wird das ehemalige Gasthaus genannt und als massiv bedroht bezeichnet.

Bildergalerie
Kurze Straße und Schwarzer Bär, Ölgemälde um 1910
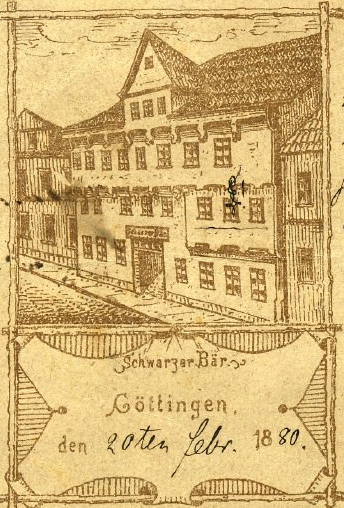
Schwarzer Bär mit eingezeichneter Kneipe der Verbindung Lunaburgia (1880)
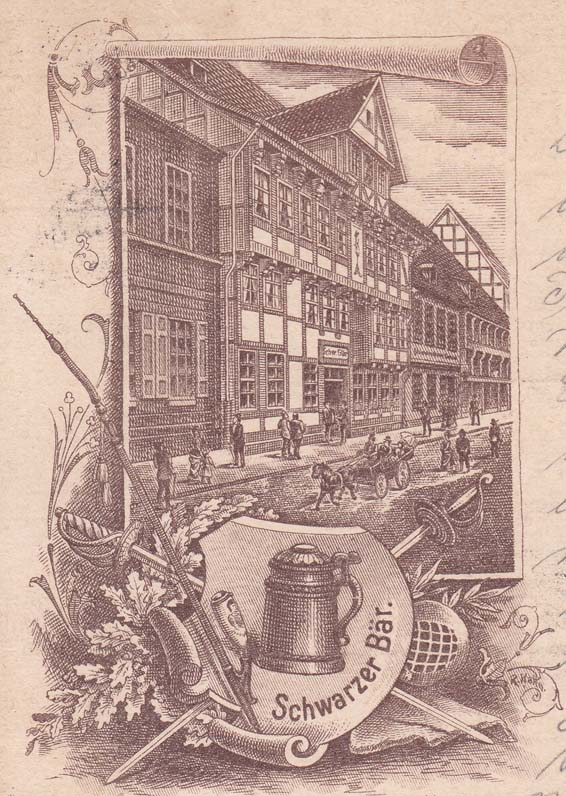
Der Schwarze Bär und verschiedene Studentenutensilien (um 1894)
Die Bärenkneipe der Burschenschaft Holzminda (1909)
Der Schwarze Bär im Wappen der Burschenschaft Holzminda
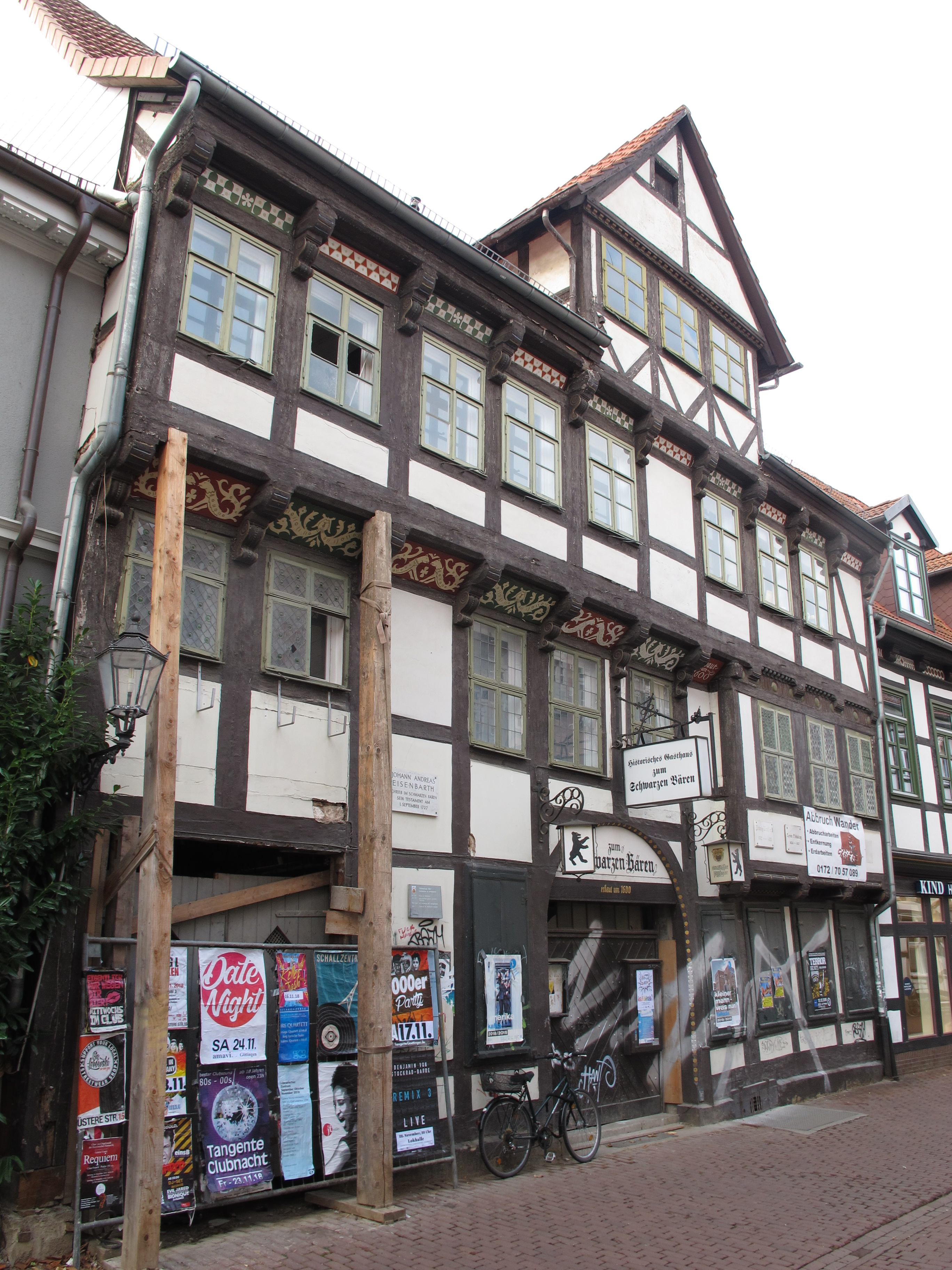
Straßenfassade mit Abstützungen (2018)

## Eigentümer / Bärenwirte (unvollständig)
- Ulrich Steinher (um 1592)
- Heinrich Andreas Koch (um 1734)
- Heinrich Arnold Koch (ab 1755)
- Johann Heinrich Bleßmann (ab 1775)
- Heinrich Christian Werber (ab 1782)
- Johann Heinrich Meier (ab 1798)
- Johann Andreas Koch (ab 1800)
- Justus Albrecht (1803–1810)
- Johann Justus Barthold Schepeler (1810–1818)
- Witwe Schepeler (1818 bis zur Heirat mit Lorenz Kollmann)
- Lorenz Kollmann (um 1820)
- Dorothea Schepeler (ab 1842); sie wurde von den Studenten liebevoll Bärenmutter genannt.
- Wilhelm Schepeler (um 1870)[31]
- Hermann Emme (2. Januar 1897 bis 1. Juli 1935)
- Städtische Brauerei zu Göttingen (Übernahme 1934 und Neueröffnung 1935),
- Anna-Maria Sebode (1955 bis etwa 1975)[32]
- Ulrich und Cordula Buhtz (4. September 1987 bis 15. Juli 2011)
- Helmut Turck (September 2011[33][34][35] bis Juli 2012[36])
- Henning Hauschild (seit Juli 2012)[22]

## Göttinger Gedenktafeln
An der Hausfassade befinden sich drei Exemplare der Göttinger Gedenktafeln, die an folgende bekannte Persönlichkeiten erinnern:
- Johann Andreas Eisenbarth („Doktor Eisenbarth“, schrieb im Schwarzen Bären am 1. September 1727 sein Testament)
- Ludwig Windthorst (wohnte im Schwarzen Bären von 1832 bis 1833)
- Levin Schücking (wohnte im Schwarzen Bären von 1836 bis 1837)

Bildergalerie
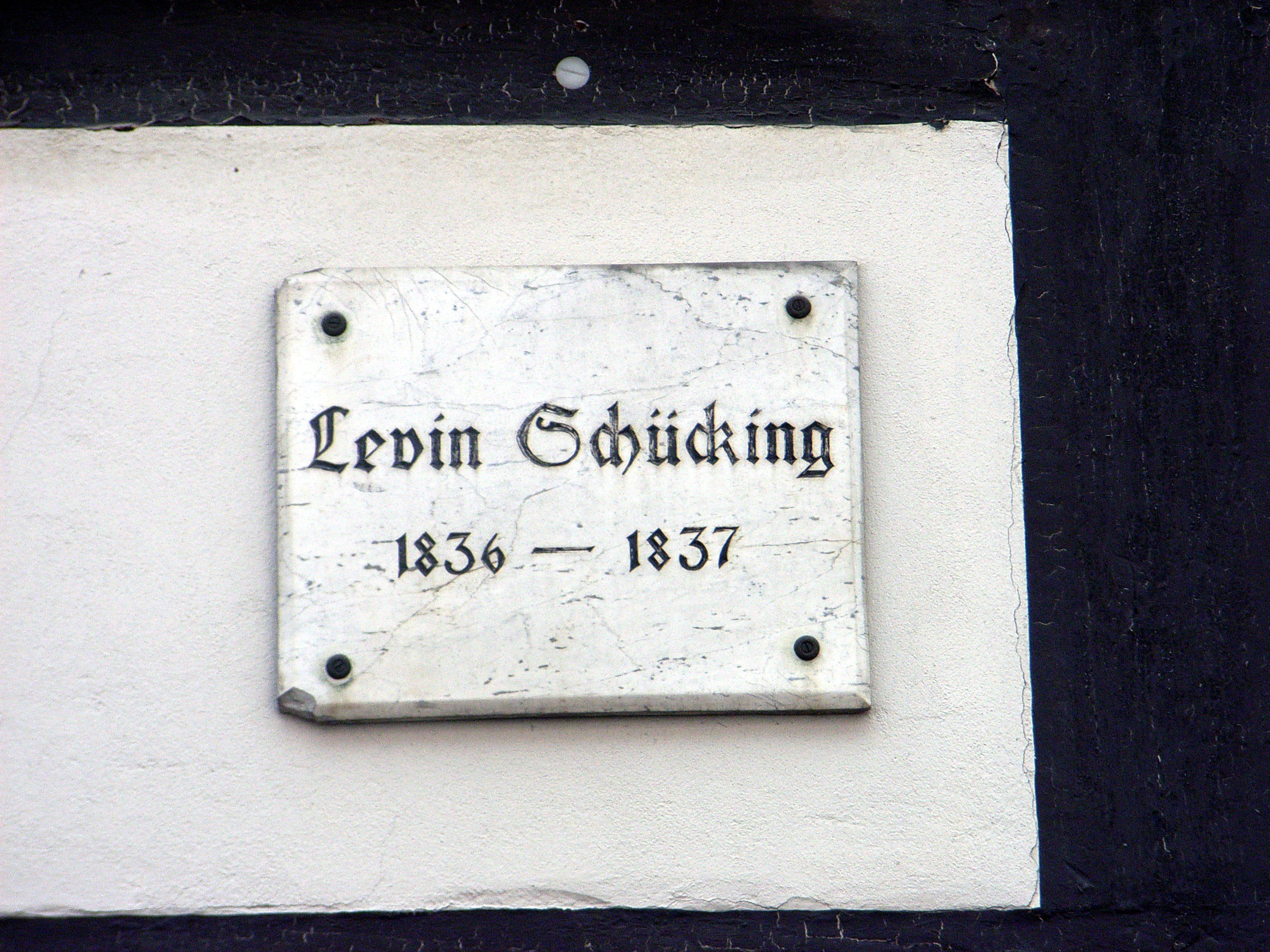
Göttinger Gedenktafel für Levin Schücking, angebracht 1933
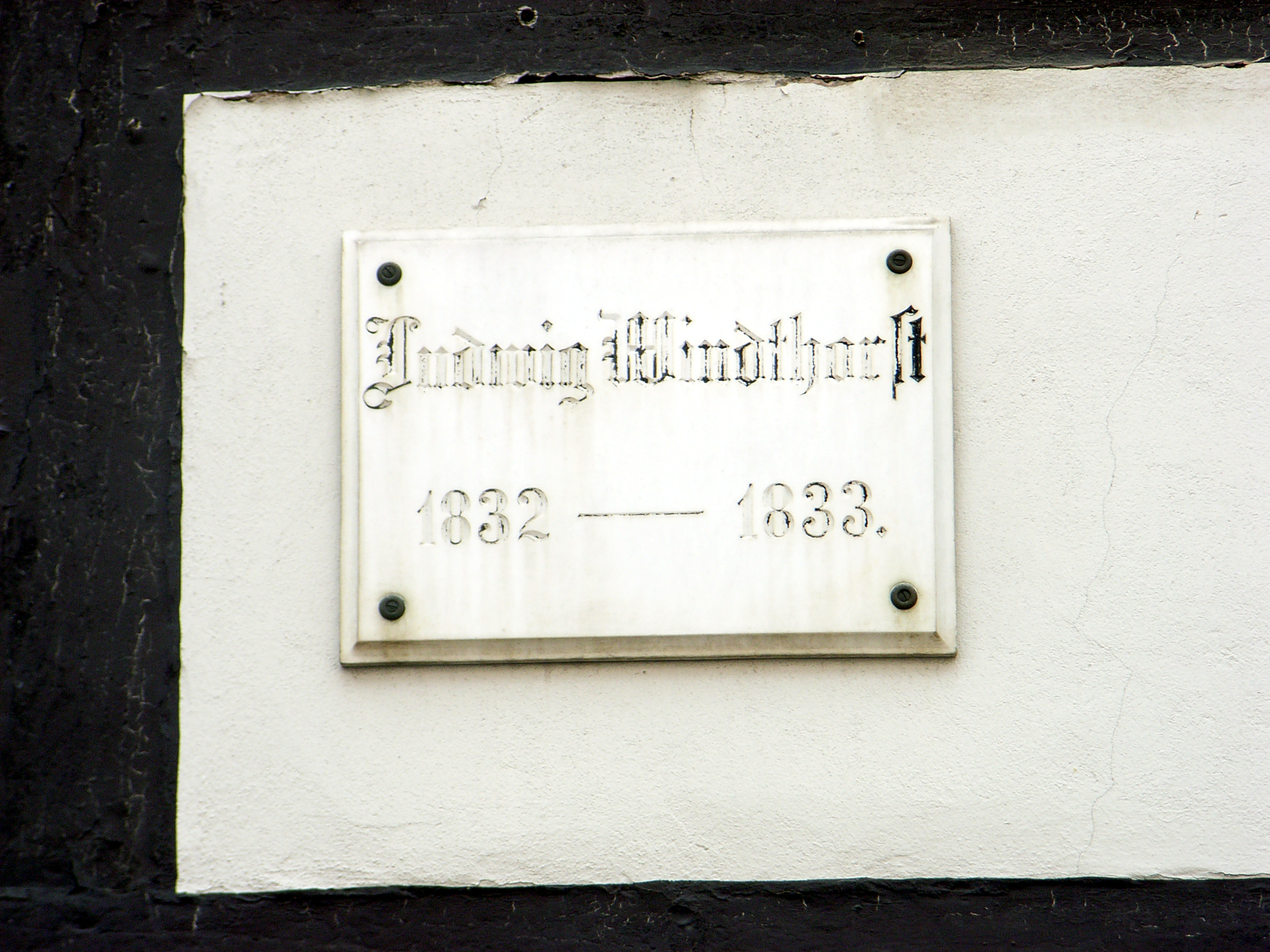
Göttinger Gedenktafel für Ludwig Windthorst
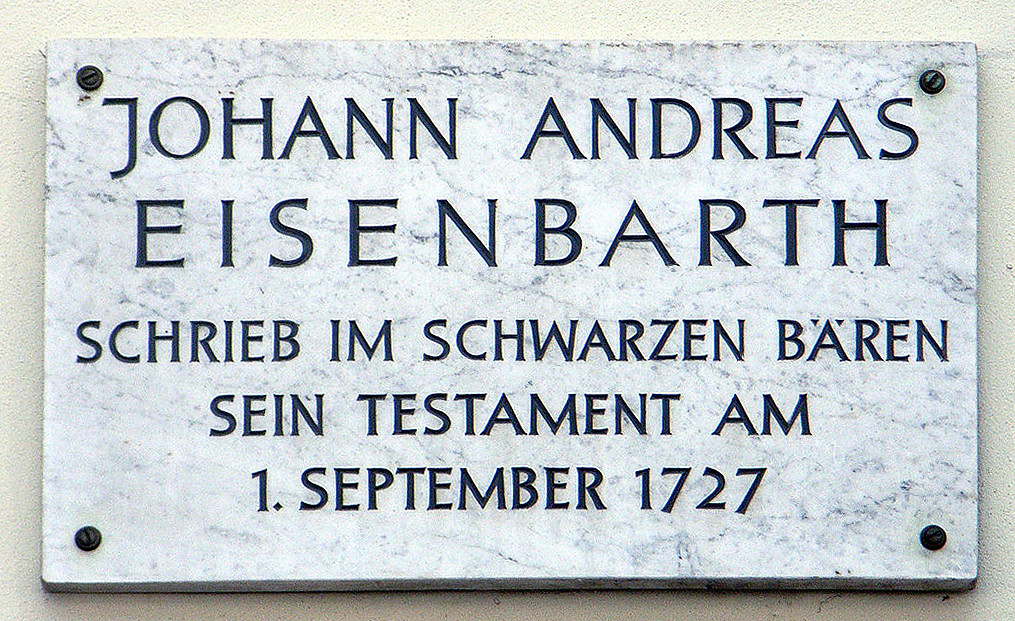
Göttinger Gedenktafel für Johann Andreas Eisenbarth